# Jesús Montoya
Jesús Montoya Alarcón (n. Cabezo de Torres; 4 de dezembro de 1963) foi um ciclista espanhol, profissional desde 1987 até 1996.
Era um corredor de baixa estatura e pouco peso, o qual lhe fazia especialmente bom na montanha. O seu melhor ano desportivo foi 1992, no qual foi líder durante 12 dias da Volta a Espanha e terminou segundo por trás de Tony Rominger. Ao ano seguinte, só pôde ser quinto na Volta, conquanto conseguiu uma vitória de etapa, com final no Alto Campoo da Serra de Híjar.

## Palmarés
| 1986 - Santikutz Klasika - Circuito Montanhês 1987 - 1 etapa da Volta a Cantábria 1990 - Volta aos Vales Mineiros - 1 etapa da Volta à Catalunha 1991 - G.P. Primavera - 1 etapa da Volta a Espanha | 1992 - 2.º na Volta a Espanha - 1 etapa na Volta a Andaluzia 1993 - 1 etapa da Volta a Espanha, mais a Classificação da combinada - Subida ao Naranco 1994 - 1 etapa da Semana Catalã 1995 - Campeonato da Espanha |

## Resultados em Grandes Voltas e Campeonato do Mundo
| Carreira           | 1987 | 1988  | 1989 | 1990 | 1991 | 1992 | 1993  | 1994 | 1995 | 1996 |
| ------------------ | ---- | ----- | ---- | ---- | ---- | ---- | ----- | ---- | ---- | ---- |
| Giro d'Italia      | -    | -     | -    | -    | -    | -    | -     | Ab.  | 27.º | -    |
| Tour de France     | -    | -     | -    | -    | 74.º | 69.º | 117.º | -    | -    | Ab.  |
| Volta a Espanha    | 67.º | 104.º | -    | 18.º | 23.º | 2.º  | 5.º   | Ab.  | 37.º | Ab.  |
| Mundial em Estrada | -    | -     | -    | -    | -    | -    | -     | -    | -    | -    |

## Equipas
- Kas (1987-1988)
- Teka (1989)
- BH (1990)
- Amaya Seguros (1991-1993)
- Banesto (1994-1995)
- Motorola (1996)